# Hainesia pertusariae
Hainesia pertusariae är en svampart som beskrevs av Etayo & Diederich 1996. Hainesia pertusariae ingår i släktet Hainesia, klassen Leotiomycetes, divisionen sporsäcksvampar och riket svampar.   Inga underarter finns listade i Catalogue of Life.